# Ooginfarct
Een ooginfarct is een term die verschillende aandoeningen kan beschrijven. In het algemeen gaat het om aandoeningen die de bloedstroom door het oog en daarmee geassocieerde structuren ernstig verstoren. Een ooginfarct kan snel tot blindheid leiden. Ooginfacten zijn vrijwel allemaal pijnloos.

## Vormen
Aandoeningen veroorzaakt door een ooginfarct zijn onder te verdelen in drie typen:
1. Veneuze afsluitingen: (1) occlusie van de vena centralis retinae (CRVO), een afsluiting van de afvoerende stamader en (2) een venentakocclusie (BRVO).
2. Arteriële afsluitingen: (1) occlusie van de arteria centralis retinae (CRVO), afsluiting van de aanvoerende slagader, waardoor er geen bloed naar het netvlies stroomt, of (2) een veneuze takafsluiting (BRVO).
3. Afsluiting van de oogzenuw: Bijvoorbeeld een anterieure ischemische opticusneuropathie, verminderde doorbloeding van de oogzenuw.

## Oorzaken en risicofactoren
Er zijn vele oorzaken en daaraan verbonden risicofactoren bekend voor een ooginfarct:
- Amaurosis fugax is een tijdelijke vorm van blindheid, door afsluiting van een kleine arteriole in het netvlies
- Diabetes mellitus
- Hypertensieve retinopathie, hoewel dit beeld meestal bloedingen in het netvlies veroorzaakt, kan het ook zorgen voor het samenknijpen van de vaten.
- Roken
- Obesitas
- Hyperlipidemie
- Hart- en vaatziekten zoals aderverkalking en hartritmestoornissen.
- Glaucoom
- Hypercoagulatie door bepaalde bloedafwijkingen, zoals factor V Leiden.
- Gebruik van overmatig aspirine.